# ジョン・フィッツジェラルド (第18代キルデア伯爵)
第18代キルデア伯爵ジョン・フィッツジェラルド（英語: John FitzGerald, 18th Earl of Kildare、1661年 – 1707年11月9日）は、アイルランド王国出身の貴族、政治家。1694年から1695年までイングランド庶民院議員を務めた。

## 生涯
第17代キルデア伯爵ウェントワース・フィッツジェラルドと妻エリザベス（Elizabeth、旧姓ホリス（Holles）、1666年6月30日没、第2代クレア伯爵ジョン・ホリスの娘）の息子として、1661年に生まれた。1664年3月5日に父が死去すると、キルデア伯爵位を継承した。
1682年、ミドル・テンプルに入学した
。1683年6月にヨーク公ジェームズ（のちの国王ジェームズ2世）がオックスフォード大学を訪れたとき、ヨーク公に随行して、D.C.L.の学位を授与された。また、父の債務によりアイルランドでの不動産を取り上げられそうになり、最終的には不動産を保持できたが、その後もイングランドのキャヴァーシャムに住み、1687年には王妃メアリー・オブ・モデナがバースに向かう道中で王妃をもてなした。名誉革命では1689年にジェームズ2世が招集したアイルランド議会に出席せず、一時ジャコバイトに所領を奪われている。
1694年3月、トレゴニー選挙区の補欠選挙に出馬して、イングランド庶民院議員に当選した。18代キルデア伯爵の姉妹アンはヒュー・ボスコーエン（Hugh Boscawen、ヒュー・ボスコーエンの息子）、ついでフランシス・ロバーツ閣下と結婚しており、ロバーツもボスコーエン家もトレゴニーで影響力を有していた。そのため、キルデア伯爵の当選はどちらか、もしくは両方の支持を受けた結果とされる。イングランド議会で演説、投票した記録はなかったが、『完全貴族名鑑』はキルデア伯爵をホイッグ党に分類した。
1695年9月にアイルランド貴族院に召喚され、同年の総選挙に出馬せず、イングランド庶民院議員を退任した。同年12月よりフランス南部のモンペリエを旅し、1700年4月時点ではブルッヘ滞在が報じられた。1705年3月、所領の一部を売却した。
1707年11月9日にキャヴァーシャムで死去、12月4日にウェストミンスター寺院に埋葬された。息子が夭折したため、叔父ロバートの息子ロバートが爵位を継承した。
18代キルデア伯爵のほかには2人の妻、夭折した息子、1人目の妻の両親、2人目の妻の姉妹キャサリンもウェストミンスター寺院に埋葬された。

## 家族
1682年8月以降、メアリー・オブライエン（Mary O'Brien、1662年5月7日 – 1683年11月24日、イブラカン卿ヘンリー・オブライエンの娘）と結婚、1男をもうけた。
- ヘンリー（1683年7月ごろ – 1684年2月18日） - 夭折[1]、ウェストミンスター寺院に埋葬[5]

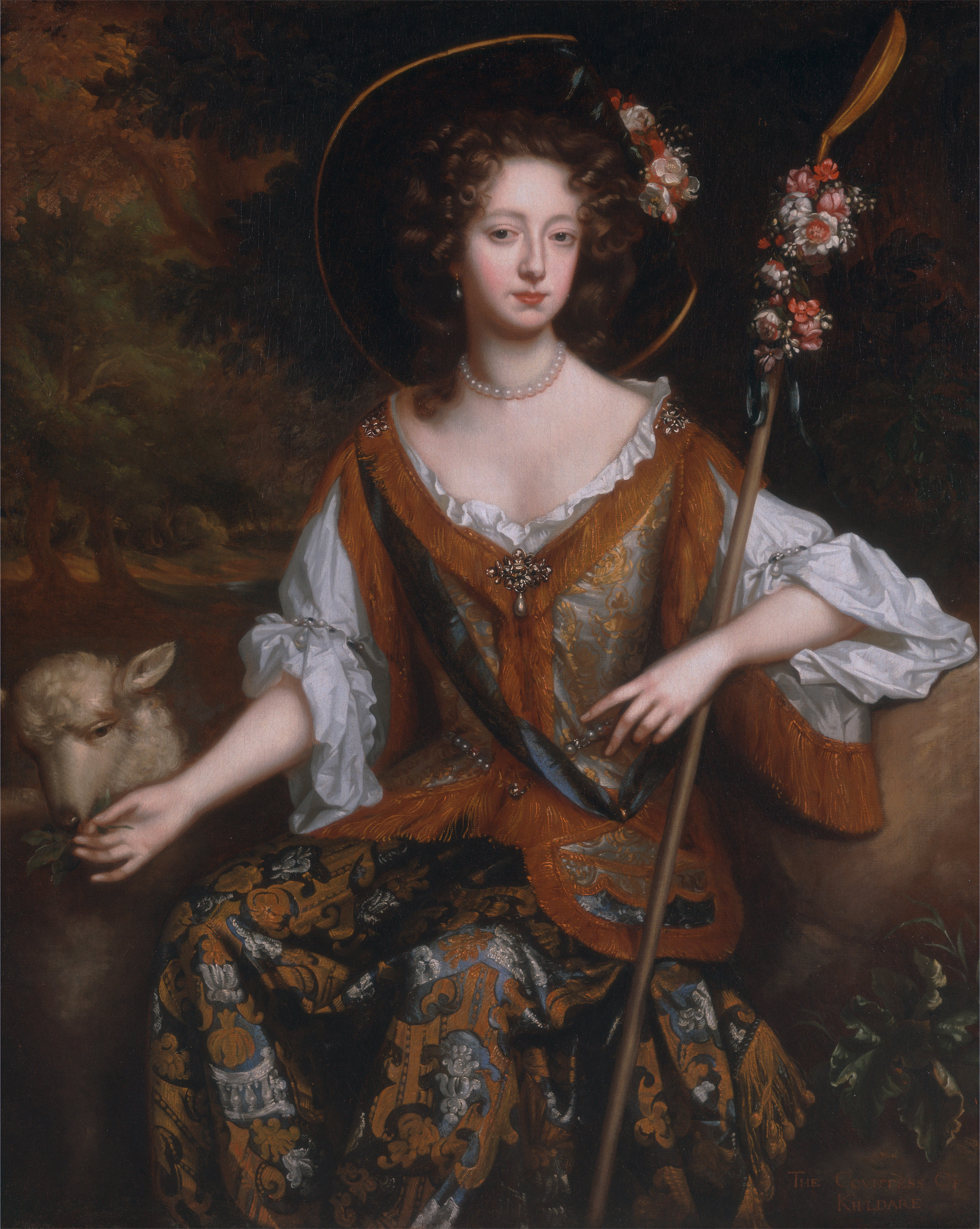
キルデア伯爵夫人エリザベス。ウィリアム・ウィッシング画、1684年ごろ。

1684年6月12日、エリザベス・ジョーンズ（Elizabeth Jones、1665年ごろ – 1758年4月10日、初代ラネラ伯爵リチャード・ジョーンズの娘）と再婚したが、2人の間に子供はいなかった。